# Gang dzikich wieprzy
Gang dzikich wieprzy (ang. Wild Hogs) – amerykański komediowy film akcji z roku 2007, w którym w głównych rolach występują John Travolta, Tim Allen, Martin Lawrence i William H. Macy.

## Obsada
- Tim Allen – Doug Madsen
- John Travolta – Woody Stevens
- Martin Lawrence – Bobby Davis
- William H. Macy – Dudley Frank
- Ray Liotta – Jack
- Marisa Tomei – Maggie
- Kevin Durand – Red
- M.C. Gainey – Murdock
- Ty Pennington – on sam

## Fabuła
Doug Madsen (Tim Allen), Woody Stevens (John Travolta), Bobby Davis (Martin Lawrence) i Dudley Frank (William H. Macy) to czterech przyjaciół w średnim wieku, mieszkających na przedmieściach Cincinnati, sfrustrowanych monotonią dnia codziennego.
Dentysta Doug nie potrafi znaleźć wspólnego języka z synem, który woli grać w piłkę z tatą kolegi; Bobby to hydraulik pomiatany przez żonę; Dudley jest programistą komputerowym, który nie potrafi rozmawiać z kobietami, a Woody to biznesmen, którego żoną jest modelka. Gdy żona Woody'ego prosi go o rozwód, ten proponuje kolegom wyprawę motocyklową do Kalifornii, która ma dla nich stanowić wyczekiwaną przygodę.

## Krytyka
Michał Walkiewicz określił film jako żenująco słaby obraz wykorzystujący mit Easy Ridera, nadmiernie wyposażony w dydaktyczne tezy.